# Lee Min-jung
Lee Min-jung née le 16 février 1982 à Seoul, est une actrice sud-coréenne.

## Biographie
Elle a commencé sa carrière dans les pièces de théâtre de Jang Jin, et pendant quelques années est apparu dans des seconds rôles au cinéma et à la télévision. Elle s'est fait connaître après son apparition dans Boys Over Flowers (2009), et a décroché son premier rôle principal dans le drame familial Smile, You (2009). Lee a obtenu une large reconnaissance pour son rôle principal dans la comédie romantique Cyrano Agency (2010). Elle a également joué dans Wonderful Radio (2012), Big (2012), Cunning Single Lady (2014) et Come Back Mister (2016). Elle a récemment joué et a été reconnue dans le drame du week-end de KBS, Once Again,,.
Fin 2023, elle célèbre la venue de son second enfant.